# إلسي فرنيني
ألسي فرنينة (10 فبراير 1954-) ممثلة لبنانية.

## حياتها
ولدت في بيروت، بدايتها كانت في مجال الإعلام قبل أن تحترف التمثيل، حيث عملت كمذيعة ربط فقرات في تلفزيون لبنان في السبعينيات عام 1973 ، قبل أن تقتحم مجال التمثيل عام 1974 من خلال مسلسل مذكرات ممرضة، لتتوالى أعمالها بعدها ما بين السينما المسرح والتلفزيون
قدمت استقالتها من التلفزيون بعد سبع سنوات للتفرغ للتمثيل 
هاجرت مع زوجها إلى الولايات المتحدة لكنهما عادا بعد نهاية الحرب الأهلية اللبنانية
عام 1992 إبتعدت عن التمثيل وعادت عام 2008 في مسلسل فارس الأحلام الذي أخرجه زوجها
حازت على جائزة الموريكس دور عام 2001 كأشهر ممثلة لبنانية

### حياتها الأسرية
تزوجت من الممثل جورج شلهوب في نيسان 1974 ، رزقت منه بولدين الممثل يورغو شلهوب ونديم شلهوب 

## أعمالها

### في التلفزيون
موت أميرة
مسلسل 2018
زوجتي انا 2017
أحمد وكريستينا
مسلسل 2015
وأشرقت الشمس
منيره
مسلسل 2013
عندما يبكي التراب
دنيا
مسلسل 2012
عصر الحريم
أسماء
مسلسل 2008
فارس الأحلام
مسلسل 2008
صور ضائعة
مسلسل 2003
طالبين القرب
مسلسل 1997
السهام الجارحة
مسلسل 1995
زوج الأنسة
زينة
مسلسل 1990
رحلة العمر
منى
مسلسل 1985
رصيف البارزيانا
ريم
مسلسل 1985
شال الربيع
هند مسلسل 1985
بسمة التخلي
لمى
مسلسل 1984
ميليا
مسلسل 1982
بربر آغا
نجحه
مسلسل 1979
بنت البواب
راميا
مسلسل 1979
غدا تزهر الأرض
منى
مسلسل 1979
الصمت
غاده
مسلسل 1978
بعد العذاب
فاديا
مسلسل 1977
القناع الابيض
مسلسل 1974
الحب الكبير (الدكتور باسكال)
مسلسل 1974
آثار على الرمال
مسلسل 1974
الوادي الكبير
ميسون
مسلسل 1974
البؤساء
فونتين
مسلسل 1974
مذكرات ممرضة
الممرضة غاده
مسلسل 1973
الليل الطويل
مسلسل 1972
محاكمات أدبيه
الدكتورة نعمات
مسلسل 1972
الشمس الراحلة
رانيا
تمثيلية

### في السينما
- مدى العمر

فيلم 2000
- شبح الماضى - 2

فيلم 1985
- الليل الطويل

فيلم 1976
- موعد مع الحب

فيلم 1974
- الممر الأخير

حنان
فيلم 1970

## روابط خارجية
- إلسي فرنيني على موقع قاعدة بيانات الأفلام العربية